# Omul de aur (film din 1919)
Omul de aur (în maghiară Az aranyember) este un film de aventuri mut maghiar realizat în 1918 de regizorul Alexander Korda pentru compania producătoare Corvin Film și lansat în 1919. Scenariul a fost scris de Ladislaus Vajda, după romanul omonim al lui Mór Jókai din anul 1872.

## Rezumat
Căpitanul de navă Mihály Timár ajută un pașă turc și pe fiica lui, Kondja, să fugă din Imperiul Otoman, navigând cu un șlep pe apele Dunării. Ei sunt urmăriți de doi răufăcători care caută să pună mâna pe averea pașei. Tatăl fetei se otrăvește atunci când își dă seama că a fost recunoscut de spionul turc Tódor Krisztyán, și, pe patul de moarte, îl roagă pe Timár să-i ducă fiica negustorului de cereale Athanáz Brazovics din Komárom, căruia trebuia să-i predea întreaga sa avere pentru a fi întrebuințată în folosul copilei. Șlepul se scufundă ulterior, încărcătura de grâne este distrusă, dar Timár reușește să ajungă împreună cu Kondja în orașul Komárom.
Folosindu-se de comoara pașei, pe care o găsește în secret în epava navei, Timár devine un om de afaceri de succes și se căsătoreste cu Kondja. Căsnicia este însă nefericită, iar Timár începe o relație secretă cu tânăra Noémi, care locuiește pe o insulă izolată de pe Dunăre, și duce pentru o perioadă o viață dublă. Secretul său este pe cale de a fi descoperit, după ce Tódor Krisztyán dă de urma lui și încearcă să-l șantajeze. Timár profită însă de moartea accidentală a lui Krisztyán și se retrage definitiv pe insula de pe Dunăre, unde-și continuă viața alături de Noémi.

## Distribuție
- Oszkár Beregi - Mihály Timár
- Gábor Rajnay - Todor Krisztyán
- Margit Makay - Kondja
- Ica von Lenkeffy - Noémi
- Lili Berky - Athalia
- Gyula Bartos - Maxim Krisztyán, tatăl lui Todor
- Jenő Horváth - negustorul Brazovics
- Mari K. Demjén - doamna Brazovics
- Szeréna Fáy - mama Teréza
- Gyula Szőreghy - pașa Ali Csorbadzsi
- Gusztáv Vándory - căpitanul Kadisa

## Producția filmului
Alexander „Sándor” Korda a fost alături de contele Alexander „Sascha“ Kolowrat-Krakowski unul dintre pionierii industriei cinematografice austro-ungare. El a fost ulterior unul dintre cei mai importanți regizori și producători de film ai cinematografiei britanice. În 1942, pentru meritele sale, a devenit prima personalitate din lumea filmului care a fost înnobilată de casa regală britanică cu rangul de cavaler. Una dintre cele mai cunoscute producții cinematografice ale lui Sir Alexander Korda în Marea Britanie a fost filmul clasic Al treilea om, realizat în 1949 după scenariul lui Graham Greene.
Korda a pus accentul pe adaptările literare pe parcursul carierei sale cinematografice. A intenționat să ecranizeze trei romane ale popularului scriitor maghiar Mór Jókai, dar a făcut doar două filme, dintre care Az aranyember a fost primul. Între anii 1914 și 1919 a realizat 25 de filme, dar numai un singur film s-a păstrat, Az aranyember. Filmul conține, așa cum este tipic filmelor lui Korda, numeroase scene spectaculoase și îi are în distribuție pe unii dintre cei mai celebri actori maghiari, Oszkár Beregi și Gyula Szőreghy.
Unele secvențe au fost filmate în aer liber chiar în locurile în care se petrece acțiunea cărții, inclusiv pe insula Ada Kaleh. Operatorul filmului a fost Gustáv Mihály Kovács, iar decorurile au fost create de László Márkus. Gyula Szőreghy a fost asistent de regie și a jucat rolul pașei turc Ali Csorbadzsi. Creația artistică a companiei Corvin Film a fost prezentată, de asemenea, în Austria (sub titlul Der Goldmensch), Bulgaria (Златният човек) și Franța.
Inițial, Az aranyember, „un veritabil film de senzații cu urmăriri și cu răufăcători periculoși”, era format din trei părți cu o lungime totală a peliculei de 6000 de metri și cu o durată de aproximativ patru ore. Prima parte a avut premiera pe 20 ianuarie, cea de-a doua pe 27 ianuarie și cea de-a treia pe 3 februarie 1919 în cinematografele „Mozgókép Otthon” și „Uránia” din Budapesta.
Cu toate acestea, s-a păstrat doar versiunea scurtată în limba germană cu titlul Der rote Halbmond („Semiluna roșie”), care are o durată de aproximativ 80 de minute. Filmul este alb-negru și evidențiază „excelenta activitate de operator (a lui Gustáv Mihály Kovács - n.n.), lumina ambientală și crearea viguroasă a personajelor” de către actori. Conținând imagini pitorești ale peisajului dunărean, el este, de asemenea, un document istoric și cultural al fluviului de acum 100 de ani.
Postul cultural franco-german Arte a difuzat versiunea germană a filmului în ziua de 5 decembrie 2016 de la 23.45 până 1.10 cu un nou acompaniament muzical scris de compozitorul din Ulm Michael Riessler pentru televiziunea germană.

## Recepție
Cu ocazia premierei mondiale din 2016 a noii versiuni cu acompaniamentul muzical al lui Riessler, Christoph A. Schmidberger a scris: Der rote Halbmond este „un kitsch petrecut la hotarul geografic al Imperiului Otoman cu Monarhia Dualistă, care-i va bucura probabil pe prietenii lui Karl May. Ceea ce-l interesează pe locuitorul din Ulm este panorama istorică a Dunării.”
Opinia publicată pe situl catolic german Filmdienst a fost: „Această versiune monocromă a fost restaurată cu meticulozitate și completată cu o nouă compoziție și arată forța vizionară a regizorului, care în melodrama sa, care are aspectul unui film de aventuri cu oameni necinstiți, folosește o imagine cu numeroase lumini și umbre și oferă peisajului pitoresc al Dunării un rol principal grandios”.
Thomas Schmidinger a atras atenția în 2013 asupra unei locații speciale: „Scriitorul maghiar Mór Jókai fusese inspirat în romanul său din 1872 Omul de aur de Ada Kaleh. El o descrie ca „insula nimănui”, căreia îi este îngăduit, prin documentul emis de două mari puteri, să existe în afara oricăror hotare. Prin intermediul lui, insula devine un paradis utopic dincolo de timp și spațiu, dar mai ales dincolo de război și naționalism”. Claudio Magris a adăugat: „În Omul de aur Mór Jókai relatează o robinsonadă a Dunării: Mihály Timár, devenind bogat și fiind dezamăgit de ascensiunea socială imorală, își găsește norocul pe o insulă necunoscută de pe Dunăre.”
Enciclopedia cinematografică germană Lexikon des internationalen Films descrie astfel acest film: „Datorită căpitanului îndrăzneț al unei nave, un pașă turc și fiica sa reușesc să fugă către vest, unde sunt urmăriți de acei tâlhari care vor să pună mâna pe comoara pașei ce fusese scoasă din țară. Din originalul maghiar «Az Aranyember» al regizorului Alexander Korda, conceput ca o serie în trei părți cu o durată de câteva ore, a mai supraviețuit «doar» o parte din versiunea germană, realizată tot în 1919 și intitulată «Der rote Halbmond», cu durata de 80 de minute. Această versiune colorată a fost restaurată cu atenție, a primit o nouă compoziție și arată forța vizionară a regizorului, care, în melodrama sa care apare ca o poveste de aventuri cu răufăcători, realizează o pictură excesivă în lumini și umbre și atribuie un rol principal grandios peisajului dunărean pitoresc.”.

## Descoperirea și restaurarea filmului
O lungă perioadă s-a considerat că acest film este pierdut, dar la începutul anilor 1980 a fost descoperită o nitrocopie cu durată scurtată de 83 de minute în Arhivele Federale Germane de la Koblenz. Această copie cu intertitluri în limba germană — singurul film turnat de Alexander Korda în Ungaria care s-a păstrat — a ajuns în 1981 în Ungaria în urma unui schimb. Pelicula a fost restaurată și digitalizată cu sprijinul Institutului Lumière în cadrul Programului MEDIA al Uniunii Europene.
Cu ocazia aniversării a 120 de ani de la prima proiecție de film la Budapesta, de la deschiderea primului cinematograf în capitala Ungariei și de la filmarea primului film în Ungaria, Institutul Maghiar din București (Institutul Balassi), în colaborare cu Arhiva Națională de Filme din Ungaria (MaNDA), a realizat în 2016 o serie de proiecții la București pentru a ilustra în scop educativ istoria filmului maghiar.  Proiecția filmului Omul de aur, subtitrat în limba română, a avut loc la 18 februarie 2016 în Sala Eforie a Cinematecii Române, Arhiva Națională de Filme (str. Eforie nr. 2). Filmul a fost acompaniat live la pian de Cătălin Răducanu și a fost prezentat publicului român de criticul de film Marian Țuțui, cercetător la Institutul de Istoria Artei „George Oprescu” și conf.univ.dr. la Universitatea Hyperion. Filmul a fost proiectat, de asemenea, cu ocazia aniversării Zilei Culturii Maghiare pe 20 și 21 ianuarie 2017 la Librăria Habitus din Sibiu.

## Legături externe
- Omul de aur la Internet Movie Database
- Der rote Halbmond pe stummfilm.at
- hu  Der rote Halbmond pe hangosfilm.hu
- Filmplakat von 1919 für den 1. Teil pe hangosfilm.hu
- Der rote Halbmond pe archive.org